# منتخب النرويج لكرة اليد الشاطئية للسيدات
منتخب النرويج لكرة اليد الشاطئية للسيدات (بالنرويجية: Norges kvinnelandslag i strandhåndball)‏ هو ممثل النرويج الرسمي في المنافسات الدولية في كرة اليد الشاطئية للسيدات .